# Sematophyllum admixtum
Sematophyllum admixtum là một loài rêu trong họ Sematophyllaceae. Loài này được (Sull.) Mitt. mô tả khoa học đầu tiên năm 1869.